# Амбер (Индия)
Амбер или Амер (хинди अमेर किला, англ. Amber Fort) — укреплённая резиденция раджи Ман Сингха I в одноимённом северном пригороде Джайпура, на гребне скалистого холма позади озера Маота. Наряду с еще пятью фортами Раджастхана внесена в список Всемирного наследия ЮНЕСКО.
Ман Сингх, один из первых военачальников императора Акбара, начал строительство крепости-дворца из красного и белого песчаника в 1592 году. Тут же был устроен небольшой храм покровительствовавшей ему богини Кали. До царствования махараджи Савай Джай Сингха II (1699—1743) и основания им Джайпура именно отсюда велось управление Дхундхарским княжеством.
Несмотря на грозный внешний вид, внутренние покои Амберской цитадели поражают утончённостью пышной отделки в традиционном для могольского зодчества стиле. Впечатляют изображение Ганеши, вырезанное из цельного коралла, и чертог тысячи зеркал, который можно осветить при помощи одной-единственной свечи.

## Галерея

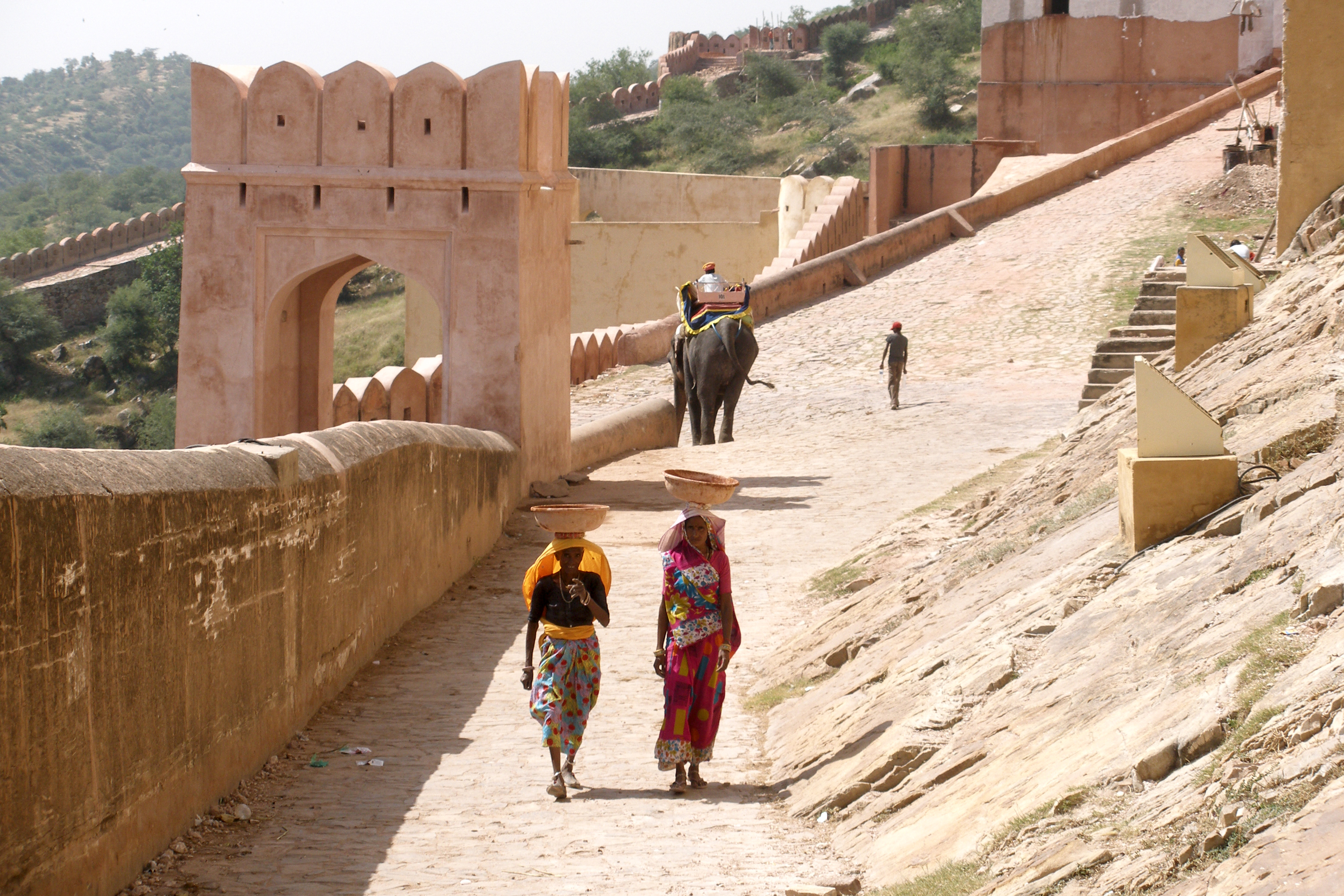
Стены крепости
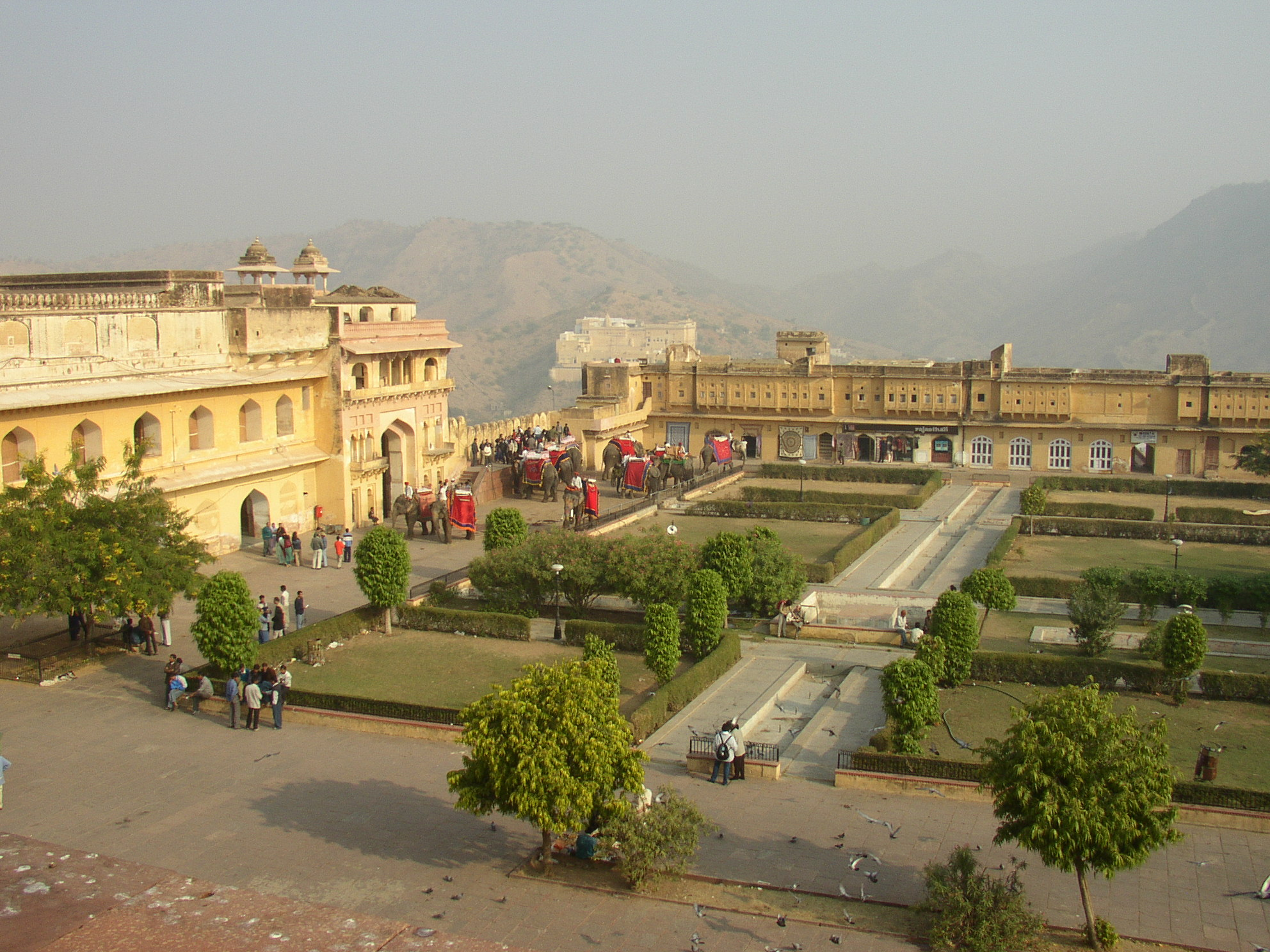
Туристы въезжают в крепость на спинах слонов
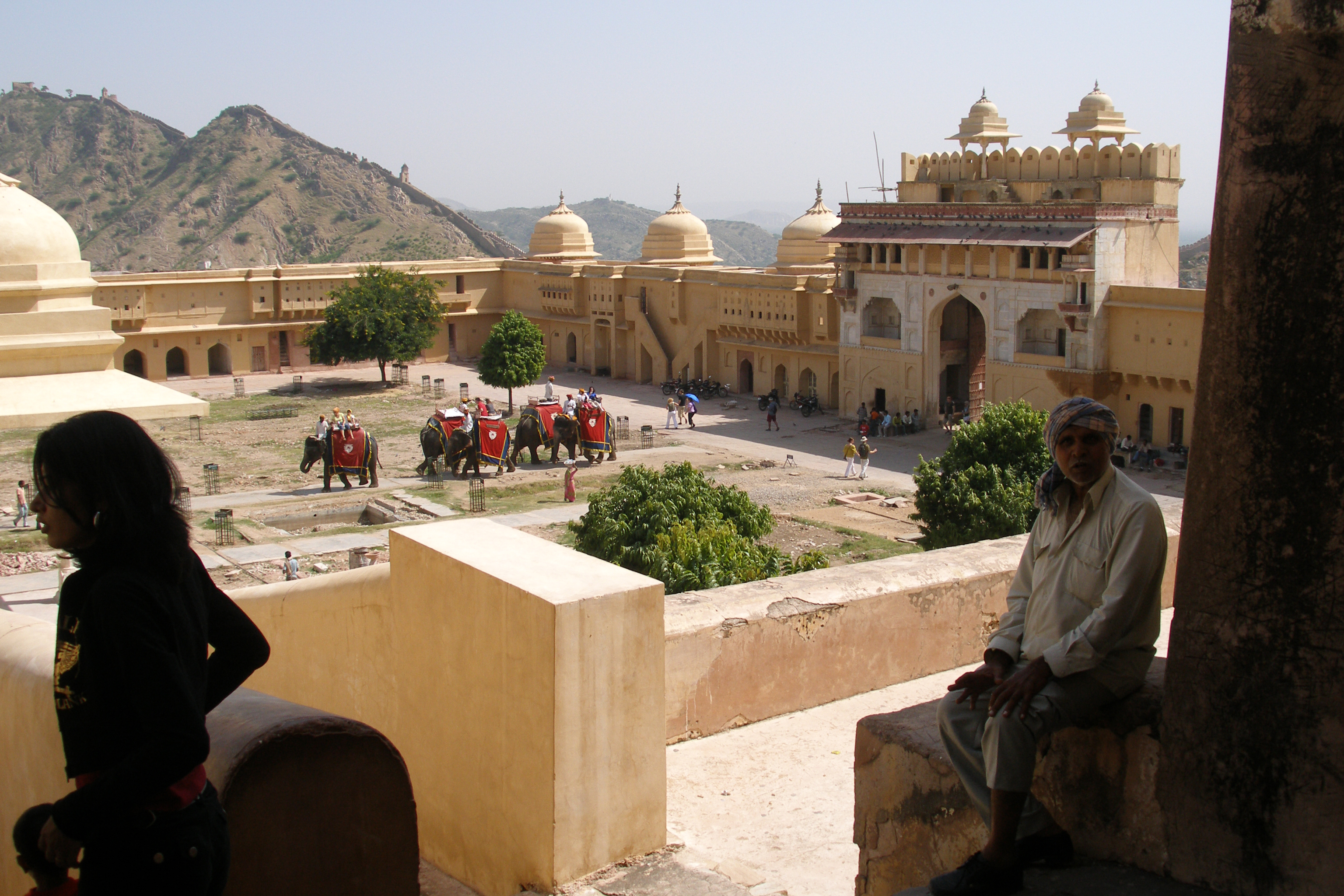
Один из внутренних дворов
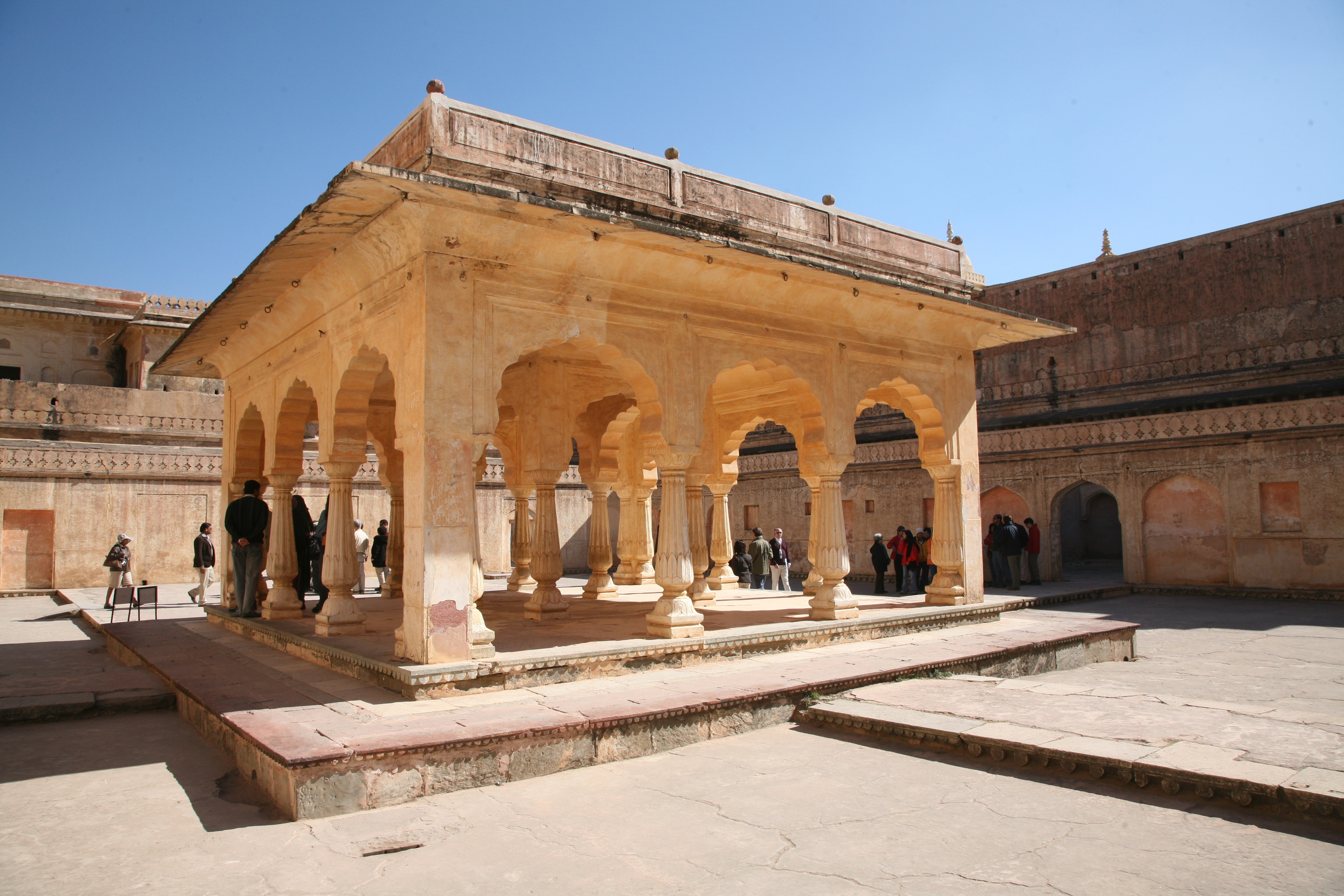
Гаремная часть дворца
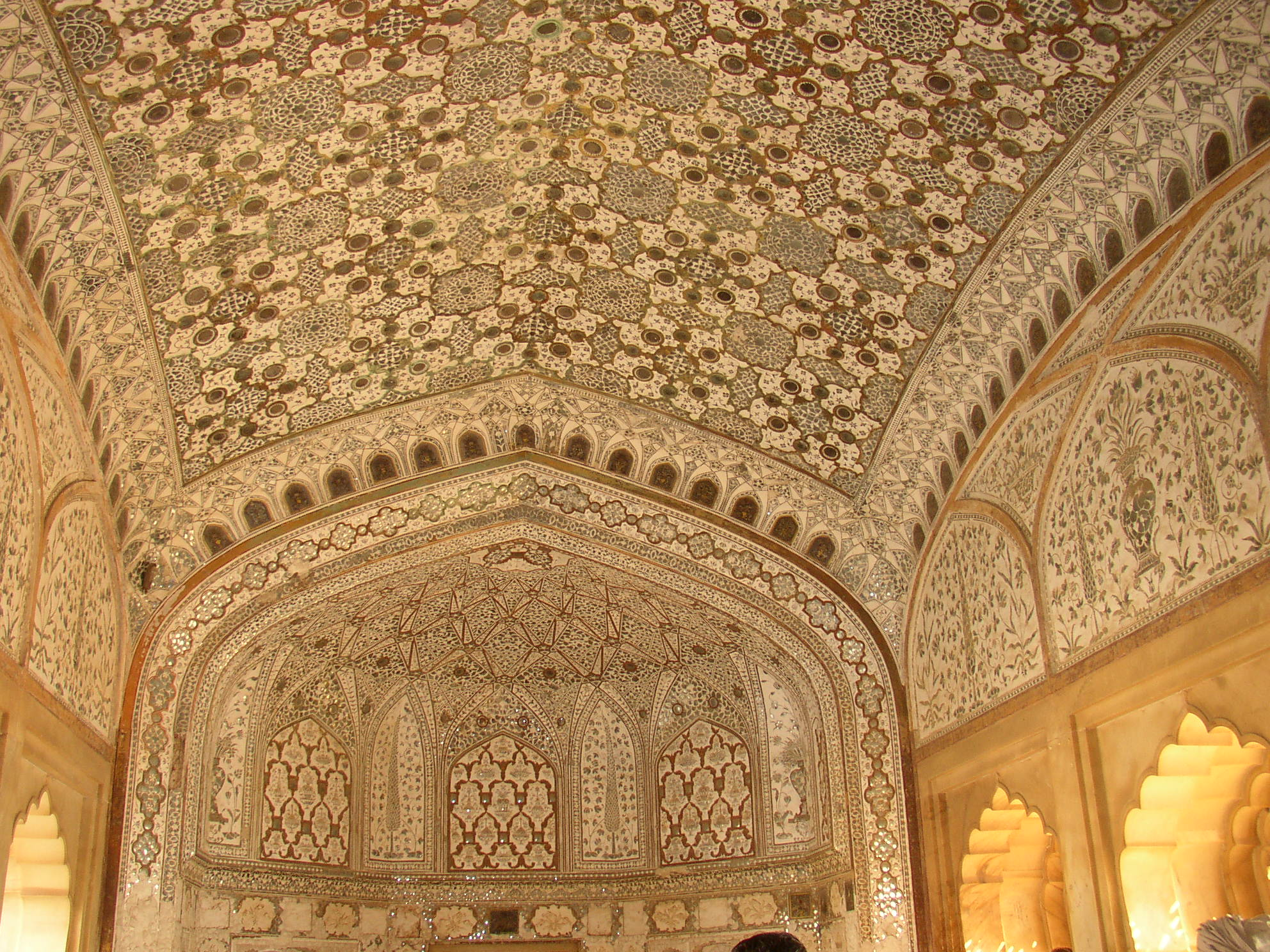
Зал, облицованный множеством миниатюрных зеркал
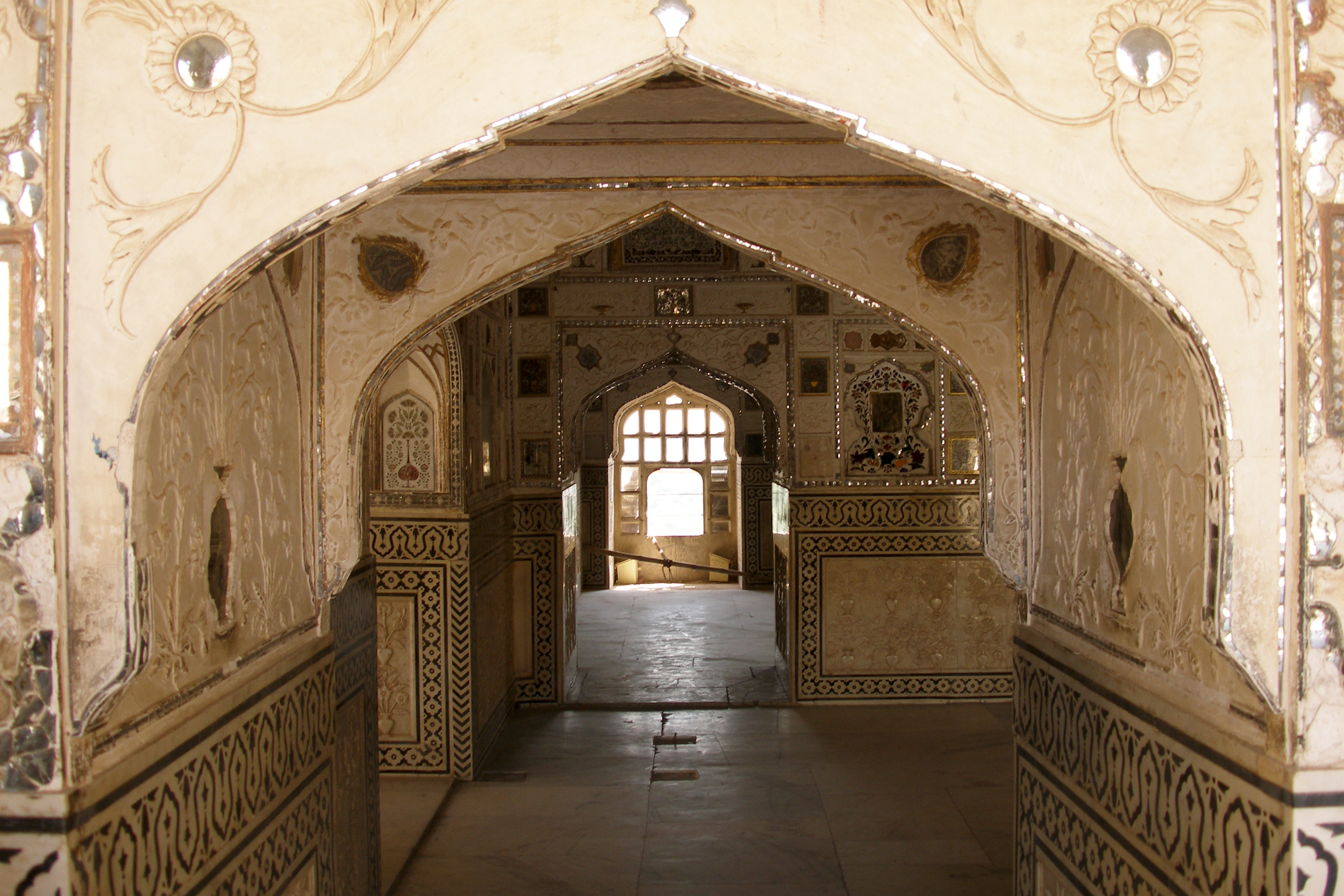
Арка в зеркальном зале
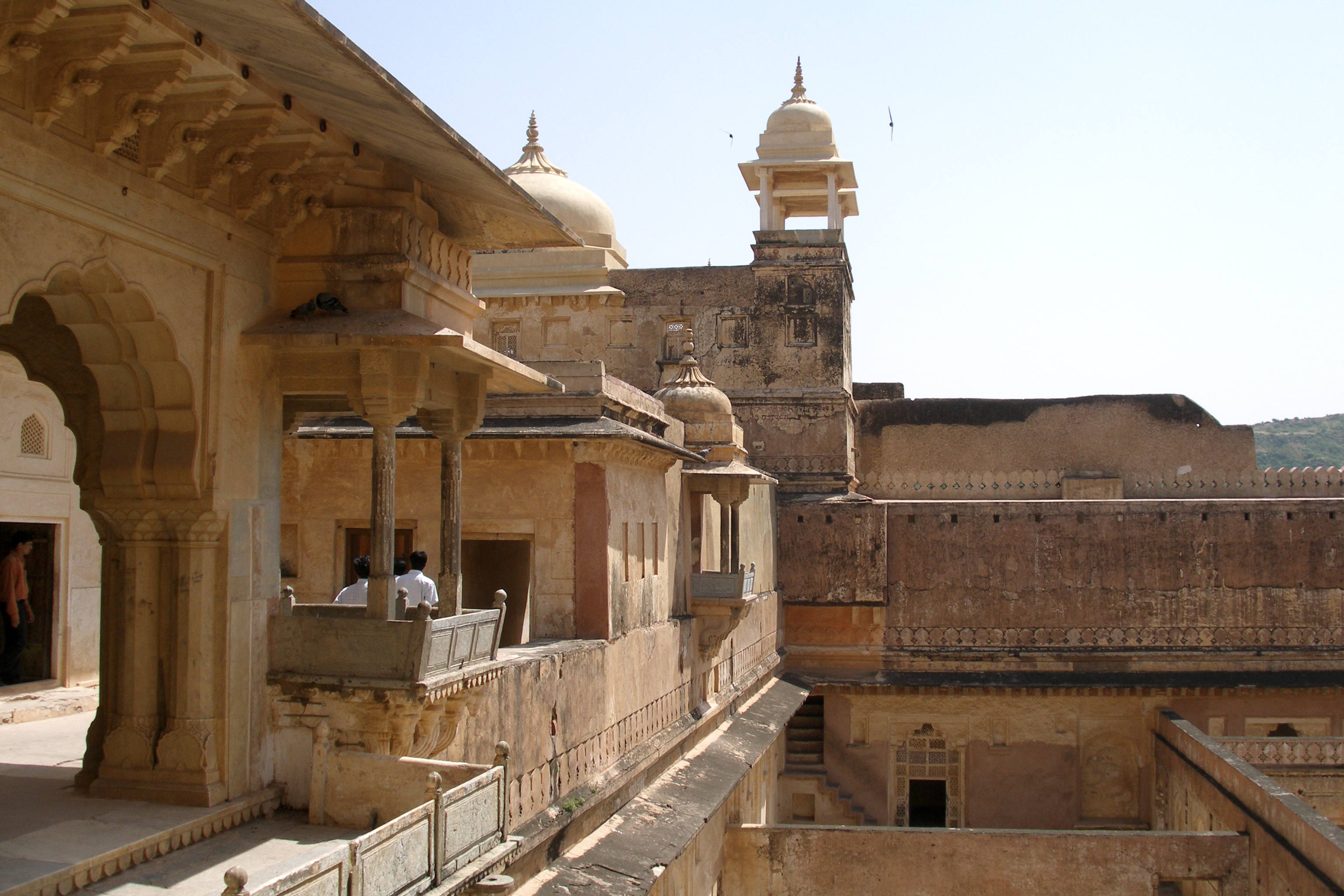
Комбинация индийского и исламского стиля архитектуры
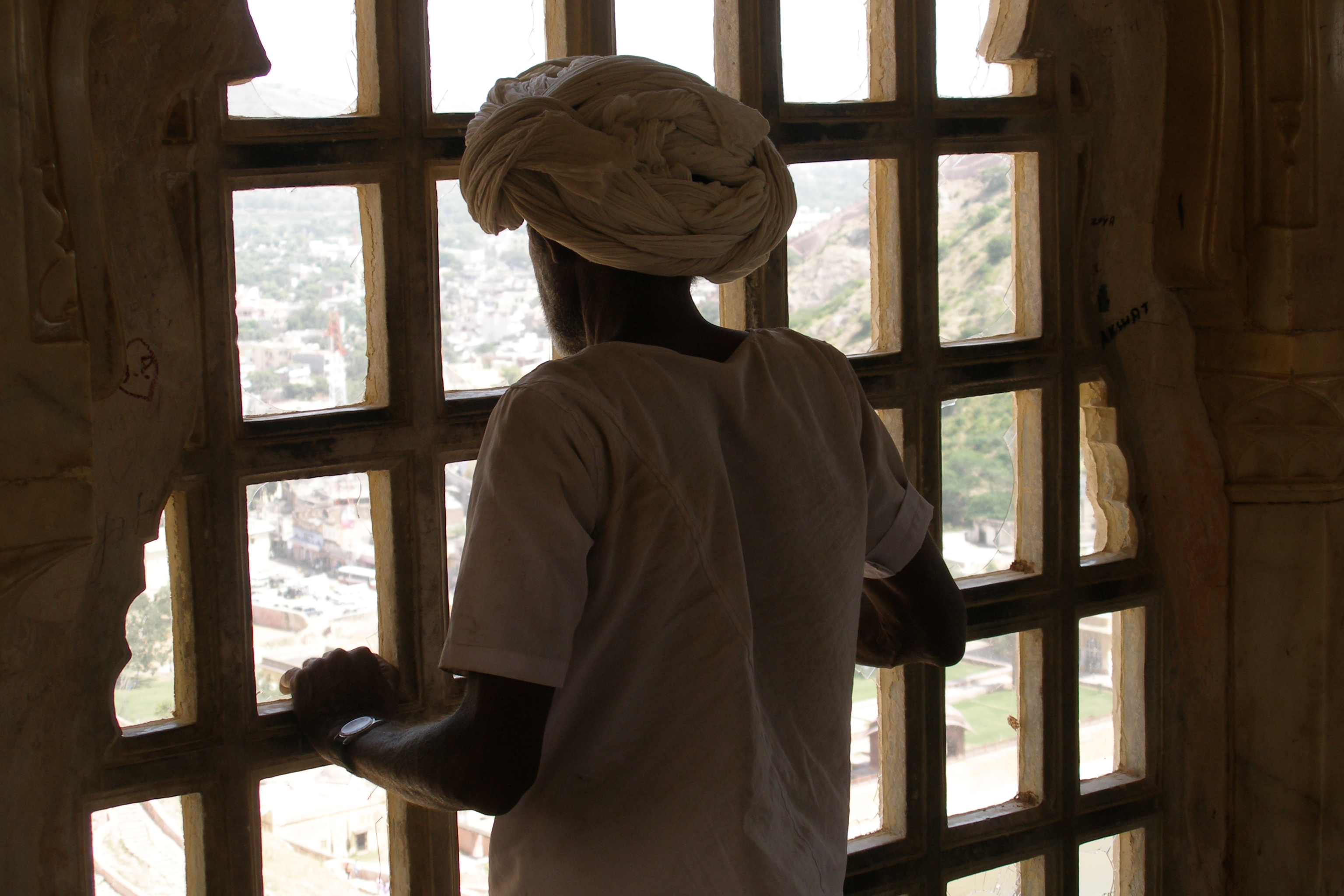
Окна